# Sociální demokraté (Švédsko)
Švédská sociálně demokratická strana dělnická (SAP, švédsky: Sveriges socialdemokratiska arbetareparti) neboli Sociální demokraté (S, švédsky: Socialdemokraterna) je švédská politická strana, která vznikla 1889. Předsedkyní strany je od listopadu 2021 Magdalena Anderssonová.
Od 7. prosince 2008 jsou sociální demokraté součástí Červeno-zeleného bloku opozičních stran ve Švédsku, vedle Strany zelených a Levicové strany.

## Politika
Strana získala nejvíce hlasů ve všech volbách od roku 1917. S výjimkou krátkého období byli sociální demokraté nepřetržitě ve vládě po dobu 44 let (1932-1976). Další vládní zkušenosti měli možnost získat v letech 1982-1991, 1994-2006 a dále pak od roku 2014.
Strana je napojena na Národní švédskou konfederaci odborů, která reprezentuje devadesát procent dělníků. Sleduje linii demokratického socialismu. Podporuje myšlenku státu blahobytu, kterého má být dosaženo na základě vybraných daní, obhajuje feminismus a rovnoprávnost všeho druhu.

## Vedení strany
- 1889–1896: Kolektivní vedení
- 1896–1907: Claes Tholin
- 1907–1925: Hjalmar Branting
- 1925–1946: Per Albin Hansson
- 1946–1969: Tage Erlander
- 1969–1986: Olof Palme
- 1986–1996: Ingvar Carlsson
- 1996–2007: Göran Persson
- 2007–2011: Mona Sahlinová
- 2011–2012: Håkan Juholt
- 2012–2021: Stefan Löfven
- Od 2021: Magdalena Anderssonová

## Volební výsledky

### Parlamentní volby
| Rok voleb | Počet hlasů | Hlasy v % | + / -   | Počet mandátů | + / - | Umístění |
| --------- | ----------- | --------- | ------- | ------------- | ----- | -------- |
| 1970      | 2 256 369   | 45,3      | −       | 163           | -     | 1.       |
| 1973      | 2 247 727   | 43,56     | ▼ −1,7  | 156           | ▼ −7  | 1.       |
| 1976      | 2 324 603   | 42,75     | ▼ -0-81 | 152           | ▼ −4  | 1.       |
| 1979      | 2 356 234   | 43,24     | ▲ +0,49 | 154           | ▲ +2  | 1.       |
| 1982      | 2 533 250   | 45,61     | ▲ +2,37 | 166           | ▲ +12 | 1.       |
| 1985      | 2 487 551   | 44,68     | ▼ −0,93 | 159           | ▼ −7  | 1.       |
| 1988      | 2 321 826   | 43,21     | ▼ −1,47 | 156           | ▼ −3  | 1.       |
| 1991      | 2 062 761   | 37,71     | ▼ −5,5  | 138           | ▼ −18 | 1.       |
| 1994      | 2 513 905   | 45,25     | ▲ +7,54 | 161           | ▲ +23 | 1.       |
| 1998      | 1 914 426   | 36,4      | ▼ -8,85 | 131           | ▼ -30 | 1.       |
| 2002      | 2 113 560   | 39,85     | ▲ +3,46 | 144           | ▲ +13 | 1.       |
| 2006      | 1 942 625   | 34,99     | ▼ -4,86 | 130           | ▼ -14 | 1.       |
| 2010      | 1 827 497   | 30,66     | ▼ -4,33 | 112           | ▼ -18 | 1.       |
| 2014      | 1 932 711   | 31,01     | ▲ +0,35 | 113           | ▲ +1  | 1.       |
| 2018      | 1 775 651   | 28,4      | ▼ -2,8  | 101           | ▼ -12 | 1.       |

### Evropské volby
| Rok voleb | Počet hlasů | Hlasy v % | + / -   | Počet mandátů | + / - |
| --------- | ----------- | --------- | ------- | ------------- | ----- |
| 1995      | 752 817     | 28,06     | -       | 7             | -     |
| 1999      | 657 497     | 26,0      | ▼ -2,1  | 6             | ▼ -1  |
| 2004      | 616 963     | 24,56     | ▼ -2,1  | 5             | ▼ -1  |
| 2009      | 773 513     | 24,41     | ▼ −0,15 | 6             | ▲ +1  |
| 2014      | 899 074     | 24,20     | ▼ −0,21 | 5             | ▼ -1  |
| 2019      | 974 589     | 23,50     | ▼ −0,70 | 5             | ▬ 0   |

## Historie volebních výsledků

### Výsledky parlamentních voleb v obcích

1973
1976
1979
1982
1985
1988
1991
1994
1998
2002
2006